# When the Cat's Away (film, 1929)
Pour les articles homonymes, voir When the Cat's Away.
Série Mickey Mouse
L'Opéra
(1929) Champ de bataille
(1929)
Pour plus de détails, voir Fiche technique et Distribution.
When the Cat's Away  est un court-métrage d'animation américain des studios Disney avec Mickey Mouse, réalisé par Walt Disney, sorti en 1929.
Sorti le 11 avril 1929, When the Cat's Away est le troisième court métrage de Mickey Mouse de l'année 1929. Il s'agit d'une reprise d'un épisode des Alice Comedies intitulé Alice Rattled by Rats (1925).

## Synopsis
Le chat Kat Nipp (nommé « Tom Cat » dans le dessin animé) vit dans une demeure où il passe une grande partie de son temps à boire de l'alcool. Sa présence empêche les souris de la maison de vivre. Après avoir avalé le contenu d'une bonbonne, Kat Nipp s'absente pour aller chasser. Une armée de souris profitent de cette absence pour envahir la maison à la recherche de nourriture. Parmi les souris, Mickey et Minnie tentent de transformer le regroupement en une fête.

## Fiche technique
Sauf indication contraire, les informations mentionnées dans cette section peuvent être confirmées par la base de données cinématographiques IMDb,  présente dans la section « Liens externes ».
- Titre : When the Cat's Away
- Réalisateur : Walt Disney
- Animateur : Ub Iwerks, Les Clark
- Musique : Carl W. Stalling

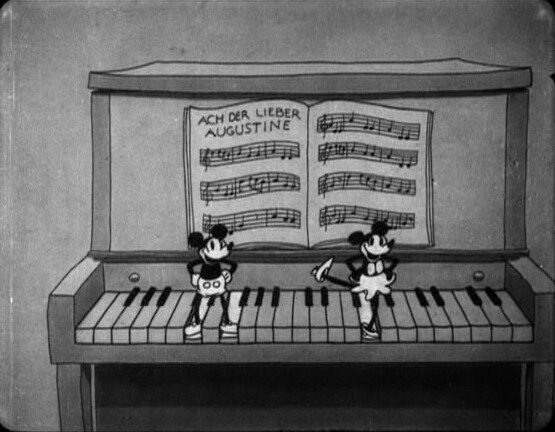
Scène du dessin animé avec les souris Mickey et Minnie sur le clavier du piano.

- Producteur : Walt Disney, John Sutherland
- Société de production : Disney Brothers Studios
- Société de distribution : Celebrity Productions
- Pays de production:  États-Unis
- Langue : Anglais américain
- Format : Noir et blanc — 35 mm — 1,33:1 — Son : Mono (Cinephone)
- Durée : 7 minutes
- Dates de sortie :
  - États-Unis : 11 avril 1929

## Autour du film
- Le chat Kat Nipp est déjà apparu auparavant dans The Opry House (1929) et est désignée sous le terme « Tom Cat » (le chat de Tom) ce qui ne doit pas être confondu avec le chat Tom, covedette de la série Tom et Jerry créée en 1940 par William Hanna et Joseph Barbera. Ce court métrage décrit de manière inhabituelle Mickey et Minnie comme de simples souris. De plus les deux personnages se voient données une taille proche de celle des souris réelles. Les épisodes précédents et suivants leur attribuent plutôt une taille proche des humains, et même un peu plus petite. Ce film a de plus été réalisé durant la prohibition et l'alcool présenté serait de l'alcool de contrebande.